# Jean Vercel
 (juillet 2013).
Si vous disposez d'ouvrages ou d'articles de référence ou si vous connaissez des sites web de qualité traitant du thème abordé ici, merci de compléter l'article en donnant les références utiles à sa vérifiabilité et en les liant à la section « Notes et références ».
 (septembre 2013).
- Si vous ne connaissez pas le sujet, laissez ce bandeau (vous pouvez alors contacter les auteurs).
- Si vous supprimez le contenu mis en cause (vous pouvez préalablement contacter les auteurs),

argumentez précisément cette suppression dans la page de discussion
(un manque de référence n'est pas un argument ; une recherche réelle de référence doit avoir été effectuée, être formellement documentée).
Pour les articles homonymes, voir Vercel.
Jean Vercel, pseudonyme de Jean Crétin, né à Dinan le 7 juin 1929 et mort le 23 mai 2011 à Saint-Malo, est un peintre et photographe français.

## Biographie
Jean Vercel naît le 7 juillet 1929 à Dinan, au domicile familial du 19 place Duguesclin. Il est le fils de l’écrivain Roger Vercel, prix Goncourt en 1934 pour Capitaine Conan. Il effectue ses études au collège des garçons de Dinan, devenu ensuite le collège Roger Vercel, puis dans un collège de Saint-Malo.
Après des leçons de peinture auprès du peintre Charles-Eugène Poirier, il entre à l’Ecole régionale des beaux-arts de Rennes, se destinant à la peinture. Sur les conseils de son père, il privilégie plutôt une carrière de photographe, étant moins aléatoire que le métier de peintre. Il va alors à Paris, où il devient assistant au journal Marie France.
Il revient ensuite dans sa Bretagne natale et y continue ses activités de photographe. Ses photographies servent d’illustrations pour des cartes postales mais aussi pour plusieurs ouvrages de son père dont Bretagne aux cent visages.
Pourtant, en 1961, Jean Vercel décide de se consacrer uniquement à la peinture, devenant en parallèle professeur d’arts plastiques au lycée Maupertuis de Saint-Malo. Quatre ans plus tard, en 1965, il rejoint le groupe des Sept, dont le but était de promouvoir l’art dans la ville de Dinan. Le groupe est constitué de six autres artistes : Jean Urvoy (également président du groupe), Franck Le Meur (secrétaire du groupe), Yves Floc’h, Pierre Rochereau, Claude Marin, et Francis Guinard. Après le départ de Claude Marin et Pierre Rochereau, les artistes Jean Busson et Yvonne Huet entrent dans le groupe.
Au même titre que certains de ses amis artistes comme Jean Urvoy, Jean Vercel a développé une œuvre picturale marquée par la Bretagne. Il représente la vallée de la Rance, mais aussi des paysages maritimes, avec une influence de divers artistes japonais selon l’article de Martine Urvoy.

## Collections publiques
- Saint-Malo :
  - école primaire de Rocabey, façade : Le port de Saint-Malo au temps des corsaires au milieu du XVIIIe siècle, peinture murale, 8,7 × 2,7 m.
  - Institut de Saint-Malo, parloir : L'Arrivée de Jacques Cartier à Saint-Malo, 1962, peinture murale sur toile marouflée[3].

## Publications
- Les Îles Anglo-Normandes, Éditions Albin Michel, 1956.

## Illustration
- Roger Vercel, Bretagne aux cent visages, Éditions Albin Michel, 1959.
- Roger Vercel, Les Îles Chausey, réédité par Jean-Pierre Bihr en 1993.
- Roger Vercel, La Rance, réédité par Jean-Pierre Bihr en 1993.

## Salons
- Salon des artistes français de 1968, médaille d'or[4].
- Salon de la Marine[Quand ?], félicitations du jury.
- Salon d'art contemporain de Paris en 1983, médaille de bronze.
- Salon de la Marine[Quand ?], félicitations.

## Expositions
- 1960, Saint-Malo[Où ?].
- [Quand ?]Suisse[Où ?].
- [Quand ?]New York[Où ?].
- [Quand ?]Allemagne[Où ?].
- [Quand ?]Galerie[Laquelle ?] à Saint-Malo.
- [Quand ?]Galerie[Laquelle ?] à Dinard.
- [Quand ?]Galerie[Laquelle ?] à Dinan.